# Elbasan Köyü
Elbasan Köyü war bis Ende 2012 ein kleines Dorf im türkischen Ostthrakien im Kreis/Stadtbezirk Çatalca. Durch die Verwaltungsreform von 2013/2014 wurden alle 27 Dörfer des Kreises in Mahalle (Stadtviertel/Ortsteile) umgewandelt. Ende 2012 zählte das Dorf 641 Einwohner, Ende 2020 zählte der Mahalle 588 Einwohner.